# 小野妃香里
小野 妃香里（おの ひかり、本名同じ、1971年11月27日 - ）は、日本の女優・ダンサー。茨城県出身。ジャンクション所属。
血液型はA型。身長171cm。
ダンススタジオ主催の母の元で3歳よりモダンバレエを始め、15歳でミュージカルの舞台を踏む。
1995年から2002年までミュージカル『美少女戦士セーラームーン』に出演し、中心になって支えてきた一人。
現在は舞台を中心にミュージカルからストレートプレイまで幅広く活動している。また、ライブやショーの構成・演出・振付なども手がける。

## 主な出演作品

### テレビドラマ
- 土曜ワイド劇場

『竜飛岬に消えた殺人者　嫁姑が知ってるつもりの「太宰治」の謎に挑む!「風の駅」は津軽のどこ?青森〜蟹田〜小泊〜金木〜十三湖〜黄金崎不老ふ死温泉』（1997年6月21日、テレビ朝日系）

### CM
- スタッフサービス

### 舞台
- リトルショップ・オブ・ホラーズ　（1995年、博品館劇場） -　シィフォン（3人娘） 役
- 美少女戦士セーラームーンミュージカル　（1995年1月 - 1999年9月、2000年7月 - 2002年3月、サンシャイン劇場 他）
  - （1995年冬、1998年夏） -　ホークス・アイ 役
  - （1996年夏 - 1998年冬） -　大気光 / セーラースターメイカー 役
  - （1999年春 - 1999年夏） -　ルーフ・メロウ 役
  - （2000年夏 - 2001年春） -　ブラッディ・ドラクル・ヴァンピール  役
  - （2001年夏 - 2002年冬） -　プリンス・デマンド  役
  - （2002年春） -　黒月光 役
- 被告人 The Accused　（2003年、アートスフィア） -　ジェニファー・ミッチェル 役
- Borderless2　ガーディアンエンジェルス　（2003年、博品館劇場 他） -　ノア 役
- 忍者エール壱、弐、参　（2001年6月 - 2003年6月、東京芸術劇場） -　演出・振付・主演　忍者レッド 役
- HONK！みにくいアヒルの子　（2003年、新神戸オリエンタル劇場 他） -　モリーン 役 / クイニー 役
- ステッピング・アウト　（2004年、博品館劇場 他） -　ドロシー 役
- LIVE ACT himself　（2004年、アートスフィア 他） -　ギルデンスターン 役
- ギルダ　〜愛の設計〜 （2005年、博品館劇場・新神戸オリエンタル劇場 他） -　ヘレン・カーヴァー夫人 役
- 森は生きている （2005年、アートスフィア） -　義姉 役
- 熱海殺人事件 〜ザ・ロンゲスト・スプリング〜 （2005年、笹塚ファクトリー） -　水野朋子 刑事 役
- RED SHOES， BLACK STOCKINGS 〜彼と彼女が踊る理由〜　(2005年、ルテアトル銀座）
- アルジャーノンに花束を （2006年、博品館劇場・大阪厚生年金会館 他） -　フェイ・リルマン 役
- OUR HOUSE　（2006年、新国立劇場 他） -　ヘザー 役
- Mr. PINSTRIPE　（2006年、青山劇場）
- ジャンクションLIVE vol.1　＜開けちゃった編＞
- 幕末純情伝　（2007年、笹塚ファクトリー） -　沖田総司 役
- 蝶々さん　（2007年、シアター1010 他）-　ケイト夫人 役
- omnibus reading performance　アンバランス　（2007年、赤坂レッドシアター）
- 30-DELUX The Seventh Live「シェイクス」 （2007年、東京芸術劇場 他） -　塚田マチコ /ジュリエット 役
- WILDe BEAUTY　（2008年、博品館劇場） -　サラ・ベルナール 役 / 母スペランザ 役
- 傾く首〜モディリアーニの折れた絵筆〜　（2008年、赤坂レッドシアター） -　ルニア・チェホフスカ 役
- COCO　（2009年・2010年、ルテアトル銀座　他） -　ドゥガトン 役
- CHaT5.7 <グリフィスちか、徳垣友子とのユニット> LIVE Vol.1、2　（2009年、銀座TACT）
- ファニーガール　（2010年、赤坂ACTシアター・梅田芸術劇場） -　ミーカー夫人 役
- おくりびと　（2010年、赤坂ACTシアター・シアターBRAVA！・御園座） -　秋下麻衣 役
- モーションロックオペラ　Life pathfinder 2010　（2010年、吉祥寺シアター） -　マリア 役
- 嵐が丘　（2011年、赤坂ACTシアター・シアタードラマシティ）
- 眠れぬ雪獅子　（2011年、世田谷パブリックシアター　他） -　ニマ 役
- 9時から5時まで　（2012年、銀河劇場　他） -　マーガレット 役
- ジャンクションLIVE 〜ハイヒールで蹴っ飛ばせ！〜　（2012年、blackA） -　ジョージー 役
- 客家　（2012年、銀河劇場） -　演出助手
- TABLOID REVUE 密会　（2013年、赤坂レッドシアター）
- ジャンクションLIVE vol.3 〜真夏の交差点〜　（2013年、blackA） -　構成・演出
- コンダーさんの恋　（2014年、明治座）
- キャッチ・ミー・イフ・ユー・キャン　（2014年、シアタークリエ　他） -　キャロル・ストロング 役
- モーションロックオペラ　Life pathfinder 2014　（2014年、新国立劇場小劇場）-　指田あかり 役
- Off broadway musical Bare　（2014年、中野ザ・ポケット） -　シスター・シャンテル 役
- 小野妃香里LIVE2015 〜アッシュ・ナチュラル〜　（2015年、blackA）
- 壊れた恋の羅針盤　（2015年、博品館劇場） -　ベロニック・マリエール 役
- 音楽劇『ダニー・ボーイ 〜いつも笑顔で歌を〜』（2016年、東京国際フォーラムホールC、新歌舞伎座） - クロリス・リーチマン／クロリス 役[1]
- ジャンクションLIVE vol.4 ～サンジェルマン デ プレ～　（2016年、豊洲シビックホール）
- ダブルフラット　（2017年、赤坂RED/THEATER）　-　構成・演出・出演
- ボクが死んだ日はハレ　（2017年、シアター風姿花伝　2019年、赤坂RED/THEATER）-　SHOKO 役
- SECRET SPLENDOUR　(2017年、赤坂ACTシアター・シアタードラマシティ）
- ミュージカル「恋する♡ヴァンパイア」（2018年、天王洲銀河劇場・他） - まりあ 役[2]
- 銀河鉄道999 GALAXY OPERA　（2018年、明治座他）　-　鉄郎の母・トチローの母・プロメシューム（声）役
- ダブルフラット　（2018年、赤坂RED/THEATER）　-　構成・演出・振付　＊再演
- 小坂明子45周年記念「美少女戦士セーラームーン Music History」　（2019年、原宿クエストホール）
- Tabloid Revue「rumor～オルレアンの噂～」　（2020年、赤坂RED/THEATER）-　ゲスト出演・振付
- リーディングドラマ「シスター」　（2020年、配信）-　姉 役
- ローマの休日　（2020年、帝国劇場・御園座　2021年、博多座）-　ルイザ 役
- 楽屋－流れ去るものはやがてなつかしき　（2021年、博品館劇場）-　女優Ａ 役
- 五番目のサリー　（2021年、よみうり大手町ホール）-　マギー役
- 盗まれた雷撃 ～パーシー・ジャクソン ミュージカル～　（2022年、よみうり有楽町ホール他）-　ドッズ先生 役
- 舞台「鋼の錬金術師」　（2023年 - 2024年、新歌舞伎座・日本青年館ホール）-　イズミ・カーティス 役[3]
- オイディプス王（2025年、パルテノン多摩 大ホール 他）[4]